# Стефански, Кристиана
Кристиана Стефански (фр. Christiane Stefanski, 28 декабря 1949, Сен-Николя, Валлония — 6 мая 2024, Льеж, Валлония) — бельгийская франкоязычная певица.

## Биография
Стефански родилась в Сен-Николя 28 декабря 1949 года в семье польского происхождения. В юности она была участницей нескольких фольклорных групп, пока не начала петь в 1970-х годах. В 1980 году она выпустила свою первую пластинку, в которую вошли её интерпретации песен Анн Сильвестр, Аннкрист и Жиля Серва. В её второй альбом под названием «Le pays petit» вошли песни Клода Семаля и Ирен Кауфер. Позже в том же году она выиграла приз на Фестивале Спа. В 1984 году она выпустила свой третий альбом. В том же году она снялась в документальном фильме «Бунтарь шансона» режиссёра Ришара Оливье.
В 1985 году Стефански приняла участие в молодёжном фестивале в Москве, а также в серии гастролей во Франции и Швейцарии. В 1987 году она основала группу Lush Life вместе с Жаком Стотземом, Тьерри Кромманом и Андре Клене. В 1994 году она выпустила свой первый компакт-диск под названием Carnet de doutes. В январе 2007 года она записала альбом Belle saison pour les volcans со Стефаном Мартини, Джоном Вальке и Франком Вуйтсом. В альбом вошли её каверы на песни Анн Сильвестр, Лео Ферре, Клода Нугаро, Мишель Бернар и Андре Биалека.
Стефански умерла в Льеже 6 мая 2024 года в возрасте 74 лет.

## Дискография
- Autour des usines (1975)
- Jacques Gueux (1976)
- Survivre à Couvin (1978)
- Contr'Eurovision (1979)
- Anti-fascisme et résistance (1979)
- Christiane Stefanski (1980)
- Le pays petit (1982)
- La ville (1983)
- Paroles d'enfants (1985)
- Sud (1985)
- Salasa d'intérieur (1986)
- Carnet de doutes (1994)
- Sawoura (1997)
- Belle saison pour les volcans (2007)
- Droit & Dignité (2008)